# Monroe, Wisconsin
Monroe är administrativ huvudort i Green County i Wisconsin i USA. Enligt 2010 års folkräkning hade Monroe 10 827 invånare.